# Anthony England
Anthony Wayne England (15 maggio 1942) è un ex astronauta statunitense. Ha partecipato a una missione spaziale STS-51-F nel 1985 come specialista di missione.

## Biografia

### Istruzione
England frequentò la scuola dell'obbligo di Indianapolis in Indiana. Concluse l'istruzione secondaria presso la High School in North Dakota. Raggiunse il titolo di bachelor e di master in geologia (entrambi nel 1965) presso il famoso Massachusetts Institute of Technology (MIT), seguito nel 1970 dalla laurea in geofisica (che negli Stati Uniti viene conferita come dottore in filosofia) conseguita sempre al MIT.
Il dott. England è pluridecorato di onorificenze nazionali ed internazionali sia nel campo militare che in campo civile. È membro di influenti associazioni americane.

### Esperienze lavorative
Il dott. England rimase al Massachusetts Institute of Technology nei 3 anni prima della sua assegnazione alla NASA. Collaborò allo sviluppo di apparecchi radar da testare sulla Luna durante la missione dell'Apollo 17, nonché su ghiacciai siti nello stato di Washington ed in Alaska. Partecipò e condusse delle spedizioni in Antartide durante due stagioni. Fu direttore dell'ufficio di geochimica e geofisica del United States Geological Survey, nonché coeditore del Journal of Geophysical Research (giornale di ricerca geofisica). Ha prestato servizio presso l'accademia nazionale di studi spaziali (National Academy Space Studies Board) nonché in diversi comitati a livello federale che si impegnavano nella ricerca e nella difesa dell'Antartide, dello smaltimento e del deposito di rifiuti radioattivi, nonché di scienza e tecnologia in generale.
Il dott. England attualmente è professore di ingegneria elettrica e scienza del computer, professore di scienza atmosferica, oceanica e dello spazio e direttore del centro di analisi spaziali presso l'Università del Michigan.
Ha raggiunto più di 3.000 ore di volo.

### Carriera di astronauta
Il dott. England venne selezionato dalla NASA ad agosto del 1967 come scienziato-astronauta. Successivamente fu sottoposto ad un'apposita formazione accademica ed all'addestramento da pilota della durata di 53 settimane svoltosi presso la Laughlin Air Force Base in Texas. Fece parte dell'equipaggio di supporto delle missioni dell'Apollo 13 e dell'Apollo 16. Lasciò la NASA nel 1972 per passare alla U.S. Geological Survey.
England fece ritorno al Johnson Space Center nel 1979 nel ruolo di capo scienziato astronauta (specialista di missione) e venne assegnato al gruppo di lavoro per lo sviluppo di missioni dell'ufficio degli astronauti. Se del caso, fu incaricato a gestire come primo responsabile questo gruppo. Nel 1985 partecipò alla missione dello Spacelab 2 STS-51-F raggiungendo 188 ore di volo nello spazio. Dal maggio del 1986 al maggio del 1987 partecipò come scienziato al programma per lo sviluppo della Stazione spaziale internazionale (ISS). Dal giugno 1987 al dicembre 1987 insegnò geofisica presso la Rice University. Il dott. England lasciò definitivamente la NASA nel 1988.

#### STS-51-F
La missione STS-51-F con lo Spacelab-2, equipaggiata con 7 astronauti, venne lanciata dal Kennedy Space Center in Florida il 29 luglio 1985. La missione fu la prima a caricare esclusivamente lo Spacelab e la prima missione ad operare con lo Spacelab Instrument Pointing System (IPS). Vennero eseguiti 13 esperimenti maggiori di cui 7 si riferivano al campo dell'astronomia e della fisica solare. 3 si riferivano allo studio della ionosfera terrestre, 2 trattavano la scienza umana ed una analizzava le caratteristiche dell'elio allo stadio altamente superfluido. Le responsabilità del dott. Henize comprendevano il collaudo e l'operazione mediante l'IPS, l'uso del Remote Manipulator System (RMS), l'osservazione dei sistemi dello Spacelab nonché l'esecuzione di un'attività extraveicolare se questa si fosse resa necessaria.
Il 6 agosto 1985, dopo 126 orbite terrestri, la missione STS 51-F dello Space Shuttle Challenger si concluse con l'atterraggio presso la Edwards Air Force Base in California.

## Vita privata
È cresciuto a West Fargo in Dakota del Nord e sposato con Kathleen Ann Kreutz. Padre di due figlie spende la maggior parte del suo tempo libero dedicandosi alla vela ed al radiofonismo amatoriale.